# 日知錄
《日知錄》是明末清初學者顧炎武（1613年—1682年）的代表作品之一。顧炎武「稽古有得，隨時札記，久而類次成書」，在四庫全書中為子部雜家類。
《日知錄》始撰于崇禎十二年（1639年）顾炎武绝意仕途，並以書名取之於《論語·子張篇》。子夏曰：「日知其所亡，月無忘其所能，可謂好學也已矣」。《日知录》的《目录题辞》说“愚自少读书，有所得辄记之， 其有不合，时有改定”，一開始有三項設計，即经义（新义诠释古经）、治道（分析社会经济情况）、博闻（一般知识）。《日知錄》內容宏富，貫通古今。三十二卷本《日知錄》有條目1019條（不包括黃侃《校記》增加的2條），臨終前仍未完成。顧炎武生前在好友的建議下，有八卷本行世，稱為“符山堂本”，仅收录140条，顾氏對此表示“三十卷已行其八，而尚未惬意”。康熙二十一年（1682年）其弟子潘耒從其家取出書稿，再三校勘，刪改了犯忌的字眼，把內容大體劃為經義、史學、官方、吏治、財賦、典禮、輿地、藝文等八類，《四库全书总目》则分作十五类，即经义、政事（卷八至十二）、世风（卷十三）、礼制、科举（卷十六至十七）、艺文、名义、古事真妄、史法、注书、杂事、兵及外国事、天象术数、地理、杂考证。《日知錄》屬劄記性質，字數不定，如《蘇松二府田賦之重》最長，全條分八個段，有5000餘字，《召杀》只有“巧召殺，忮召殺，吝召殺”9字。
潘耒在《日知錄》原序曰：「當代文人才子甚多，然語學問者，必斂衽推顧先生」，並谓此书“惟宋、元名儒能为之，明三百年来殆未有也”。阎若璩《潜邱札记》有《日知录补正》，补正此书50余条，其他學者如李光地、惠栋、江永、顾栋高、戴震、莊存与、全祖望、钱大昕、王鸣盛、赵翼、邵晋涵、方苞、姚鼐等均曾為此書作注。李慈铭《越缦堂读书记》中写道：“尝谓此三十二卷中，直括得一部《文献通考》，而俱能自出于《通考》之外”。
顧炎武曾把寫這部書比作「採銅於山」，他说：“别著《日知录》，上篇经术，中篇治道，下篇博闻，共三十余卷。有王者起，将以见诸行事，以跻斯世于治古之隆。”。現在「採銅於山」一詞正說明歷史研究要重視第一手資料，可見其影響之深遠。
清代道光年間有黄汝成，以遂初堂三十二卷本为底本撰成《日知录集释》，其叙曰：“凡关家国之制，皆洞悉其所由盛衰利弊，而慨然著其化裁通变之道，词尤切至明白”。梁启超说：“论清学开山之祖，舍亭林没有第二人。”《日知錄》的思想也超越了當時大多數學者，其中尤以區分「保國」與「保天下」為最。所謂“是故知保天下，然後知保其國。保國者，其君其臣，肉食者謀之；保天下者，匹夫之賤與有責焉耳矣。”後世稱其“天下興亡，匹夫有責。”
《日知录》也有明顯的失誤。例如《日知录》卷二十九稱回回教为回纥之摩尼教。

## 版本
- 康熙九年（1670年），江蘇淮安付刻，稱《符山堂本》。
- 康熙三十四年（1695年）潘耒刻於閩中，稱《日知錄閩中本》。
- 乾隆六十年（1795年）重刻遂初堂本，末附《日知录之余》二卷。
- 道光十四年（1834年）嘉定黃汝成参以阎若璩、沈彤、钱大昕、杨宁四家校本，刻有集釋本。
- 廣州本
- 湖本局本
- 朝宗書室活字本
- 席氏刻集